# Ioannis Averoff
Ioannis Averoff (n. 29 decembrie 1944, Atena, Regatul Greciei) este un om politic grec, membru al Parlamentului European în perioada 1999-2004 din partea Greciei. 